# Ruchi (bergstopp)
Ruchi är en bergstopp i Schweiz.   Den ligger i regionen Surselva och kantonen Graubünden, i den östra delen av landet, 120 km öster om huvudstaden Bern. Toppen på Ruchi är 3 107 meter över havet, eller 205 meter över den omgivande terrängen. Bredden vid basen är 3,0 km.
Terrängen runt Ruchi är huvudsakligen mycket bergig. Närmaste större samhälle är Glarus, 19,6 km norr om Ruchi. 
Trakten runt Ruchi består i huvudsak av gräsmarker. Runt Ruchi är det glesbefolkat, med 11 invånare per kvadratkilometer.